# 洛塔·亨塔拉
洛塔·亨塔拉（芬蘭語：Lotta Henttala，1989年6月28日—），旧姓莱皮斯特（Lepistö），芬兰女子自行车运动员，2016年世界公路自行车锦标赛女子公路赛和女子团体计时赛铜牌得主、2017年世界公路自行车锦标赛女子团体计时赛铜牌得主。